# 埼玉県道375号西宝珠花屏風線
埼玉県道375号西宝珠花屏風線（さいたまけんどう375ごう にしほうしゅばなびょうぶせん）は、埼玉県春日部市と北葛飾郡杉戸町を結ぶ県道である。

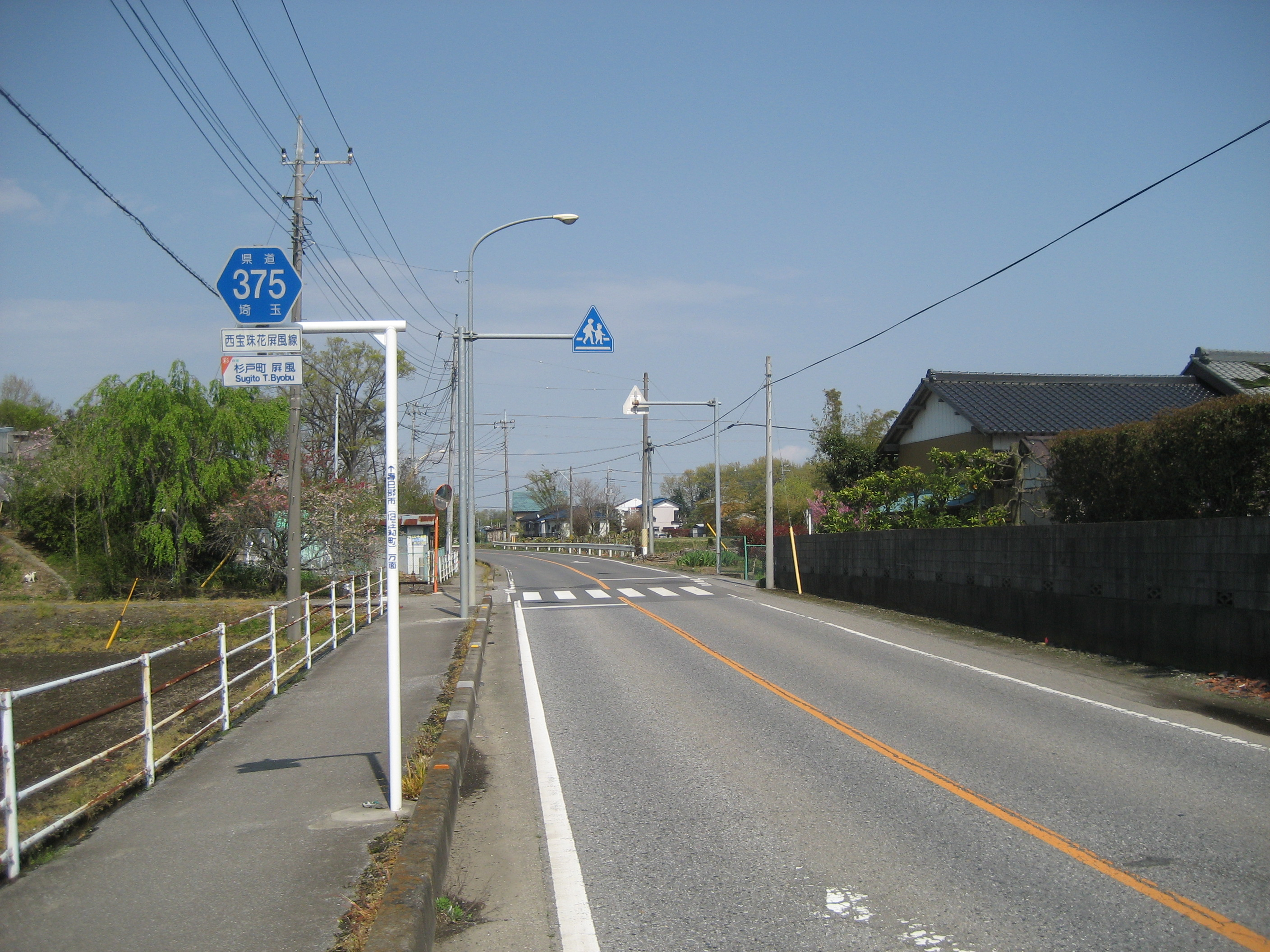
杉戸町内

## 路線概要
- 起点：埼玉県春日部市西宝珠花（埼玉県道183号次木杉戸線交点）
- 終点：埼玉県北葛飾郡杉戸町屏風（埼玉県道42号松伏春日部関宿線交点）
- 総距離：3,515m

## 通過する自治体
- 埼玉県
  - 春日部市
  - 北葛飾郡杉戸町

## 接続・交差する主な道路・交通機関・河川
- 埼玉県道183号次木杉戸線「西宝珠花交差点」
- 埼玉県道42号松伏春日部関宿線「屏風交差点」

## 沿線
春日部市
- 大凧公園
- 大凧文化交流センター[1](愛称：ハルカイト)(旧・宝珠花小学校)

杉戸町
- 杉戸町立泉小学校
- 杉戸町立泉保育園
- 杉戸町立泉児童館